# کانگ هان بیول
کانگ هان بیول (کره‌ای: 강한별؛ زادهٔ ۳ ژوئن ۲۰۰۲) بازیگر سابق اهل کره جنوبی است. او حرفه بازیگری را در سال ۲۰۰۸ آغاز به عنوان بازیگر کودک آغاز کرد و در مجموعه‌های تلویزیونی از جمله پسران فراتر از گل‌ها (۲۰۰۸)، پادشاه دو دل (۲۰۱۲) و هور جون، داستان اصلی (۲۰۱۳) ایفای نقش کرد.

## فیلم‌شناسی

### مجموعه تلویزیونی
| سال  | عنوان                | نقش                             |
| ---- | -------------------- | ------------------------------- |
| ۲۰۰۸ | شاه سجونگ کبیر       | جوانی شاهزاده بزرگ آن‌پیونگ      |
| ۲۰۰۸ | ویروس بتهوون         | یکی از بچه‌ها                    |
| ۲۰۰۸ | ازدواج عاشقانه       | جو یونگ هان                     |
| ۲۰۰۹ | پسران فراتر از گل‌ها  | جوانی گو جون پیو                |
| ۲۰۰۹ | از زندگی لذت ببر     | سباستین                         |
| ۲۰۱۰ | خوشحالی در باد       | جانگ دوک ریپ                    |
| ۲۰۱۱ | پادشاه افسانه        | کون اون جی                      |
| ۲۰۱۱ | عروس خورشید          | کیم یو مین                      |
| ۲۰۱۲ | پادشاه دو دل         | جوانی لی جه ها                  |
| ۲۰۱۲ | دکتر اسب             | جوانی ولیعهد (بعداً شاه سوکجونگ) |
| ۲۰۱۳ | هور جون، داستان اصلی | جوانی هو جون                    |
| ۲۰۱۳ | تاندر استور - فصل ۱  | خودش                            |
| ۲۰۱۴ | تاندر استور - فصل ۲  | خودش                            |
| ۲۰۱۵ | مربای پرتقال         | جوانی هان شی هو                 |